# Alexandra Kondracke
Alexandra Kondracke (* 1970) ist eine US-amerikanische Filmregisseurin, Fernsehregisseurin, Drehbuchautorin und Kamerafrau. Unter anderem war sie als Drehbuchautorin und Produzentin an der Fernsehserie The L Word – Wenn Frauen Frauen lieben beteiligt.

## Leben
Alexandra Kondracke und ihre Schwester Andrea sind die Töchter der Psychotherapeutin Millicent (Milly) Martinez, die bis zu ihrem Tod 2004 mit Morton Kondracke, einem Schauspieler und Autor, verheiratet war.
Sie lebt in Los Feliz, Kalifornien und ist mit der Filmregisseurin Angela Robinson verheiratet, die sie während ihres Studiums kennenlernte. 2009 brachte Angela Kondracke einen gemeinsamen Sohn zur Welt.

## Beruflicher Werdegang
Alexandra Kondracke studierte zunächst am Dartmouth College. Für ihr Postgraduiertenstudium in den Fächern Regie und Kamera wechselte sie an die New York University.
Danach führte sie zunächst bei mehreren Dokumentarfilmen und Reality-TV-Shows die Kamera. Dabei war sie für den Discovery Channel, die Fernsehsender National Geographic Channel, TLC und VH1 sowie für die BBC tätig.
In den Jahren 2004 und 2005 arbeitete sie bei der  American Broadcasting Company, die zur Walt-Disney-Company gehört. Dort absolvierte sie ein Traineeprogramm im Fach Regie. Danach war sie für Showtime als Drehbuchautorin und Produzentin der Fernsehserie The L Word – Wenn Frauen Frauen lieben tätig. Für HBO wurde sie Koproduzentin der Fernsehserie Hung – Um Längen besser. 2014 kam ihr Musikfilm Girltrash: All Night Long in die Kinos, der 2015 beim Festival International du Film Lesbien et Féministe de Paris als bester Film ausgezeichnet wurde.

## Filmografie (Auswahl)
- 1998 99 Threadwaxing (Kurzfilm) (Kamera)[7]
- 2000 Ice Fishing (Kurzfilm) (Regie und Drehbuch)
- 2007–2009 The L Word – Wenn Frauen Frauen lieben (Drehbuch und Produktion)[8]
- 2011 Hung – Um Längen besser (Koproduzentin)[9]
- 2014 Girltrash: All Night Long (Regie)[10]

## Auszeichnungen
- 2000 Sundance Film Festival, Short Filmmaking Award - Honorable Mention für Ice Fishing[11]
- 2000 Newport International Film Festival, Rhode Island, Preis für den besten Kurzfilm für Ice Fishing[12]